# کیت بار
کیت بار (انگلیسی: Keith Barr؛ زادهٔ ژوئیه ۱۹۷۰ (۵۴ سال)) مدیر اجرایی اهل ایالات متحده آمریکا است، که از سال ۲۰۱۷ تاکنون به‌عنوان مدیرعامل گروه هتل‌های اینترکنتیننتال فعالیت می‌کند.